# Credit Agricole Towarzystwo Ubezpieczeń
Credit Agricole Towarzystwo Ubezpieczeń S.A. – towarzystwo ubezpieczeniowe działające na polskim rynku od 2014 r. Przedsiębiorstwo oferuje ubezpieczenia oszczędnościowe, ochronne ubezpieczenia na życie oraz ubezpieczenia majątkowe i osobowe. Jedynym akcjonariuszem spółki jest Crédit Agricole Assurances S.A. z siedzibą w Paryżu. Credit Agricole Towarzystwo Ubezpieczeń S.A. działa pod marką Crédit Agricole Ubezpieczenia.